# Frauensee (Thüringen)
Der Frauensee ist ein Erdfallsee mitten im gleichnamigen Dorf Frauensee, einem Ortsteil der Stadt Bad Salzungen im Wartburgkreis in Thüringen. 
Ursprünglich ohne Zu- und Abfluss, ist er seit dem 18. Jahrhundert mit einem Ablaufstollen versehen worden, um den Wasserstand des Sees abzusenken, seitdem ist der See in zwei Gewässer geteilt, die als Kleiner See und Großer See bezeichnet werden.

## Geografie und Geologie
Naturräumlich liegt der Frauensee eingebettet im Frauenseer Hügelland des Salzunger Werraberglands in der Haupteinheit Osthessisches Bergland. Im Norden des Sees erheben sich der Lehnberg und die Hardt. 
Im gesamten Gebiet um Frauensee findet Subrosion statt, mit zahlreichen Erdfällen.

## Ablaufstollen
In den 1770er Jahren wurde der stetig ansteigende Wasserstand des Frauensees zum Problem für die Ortslage. Man beschloss einen etwa einen Kilometer langen Ablaufstollen anzulegen, der kurz vor dem Knottenhof in den Schergesbach mündet.
Der 0,6 mal 1,5 Meter große Stollen wurde entgegen der Fließrichtung gehauen. Die Arbeiten dauerten von 1771 bis 1778; beim Durchstich soll ein Arbeiter ertrunken sein. Der Ablaufstollen führt durch gewachsenes Gestein, nur teilweise wurde er ausgemauert, und verfügt über sieben Luftschächte. Bei Sanierungsarbeiten in den 1970er Jahren wurden weitere Teile des Stollens ausgemauert und ein neues Einlaufbauwerk errichtet. Im Dezember 2019 wurde der Ablaufstollen als Kulturdenkmal unter Denkmalschutz gestellt.
Da der Wasserstand des „kleinen“ Sees, der einen großen Teil des vor Ort anfallenden Niederschlags- und bis zur Inbetriebnahme der Kläranlage Frauensee auch des Abwassers aufnahm, durch verminderte Versickerung in den Untergrund kontinuierlich anstieg, wurde 2008–2009 durch den Wasser- und Abwasserverband Bad Salzungen ein Überlauf zwischen dem kleinen und großen See geschaffen, so dass die Seen erstmals seit 1774 wieder miteinander verbunden sind.

## Touristische Nutzung
Um 1900 entstand der Gedanke den Frauensee und andere Sehenswürdigkeiten der Umgebung für den Tourismus zu erschließen. Im Zuge dieser Bestrebungen entstand eine Badeanstalt am See. Da der See nicht mehr den Standards eines offiziellen Badegewässers entspricht, beabsichtigte die Stadt Bad Salzungen im Jahr 2019, die noch aus DDR-Zeiten vorhandenen Einrichtungen (Geländer und Sprungturm) abzubauen. Damit könne im See nicht mehr offiziell, sondern nur noch auf eigene Verantwortung gebadet werden.